# مالاکیت جنگلی
مالاکیت جنگلی (نام علمی: Chlorolestes tessellatus) نام یک گونه از سرده مالاکیت‌ها است.